# مانزيا (أين)
مانزيا (بالفرنسية: Manziat)‏ هي بلدية فرنسية تقع في إقليم الأين في فرنسا. رمز إنسي لها هو:1231. أما الرمز البريدي لها فهو: 1570.